# Obturación óptica multiplexada en tiempo
La obturación óptica multiplexada en tiempo o TMOS (acrónimo del inglés Time Multiplexed Optical Shutter) es una tecnología digital de pantallas en color desarrollada, patentada y comercializada por la compañía tejana Uni-Pixel Inc. TMOS está basado en los principios de la reflexión interna total (TIR), la frustración del TIR (FTIR) y el sistema de campo secuencial de color (FSC). La combinación de estas tres tecnologías hacen de TMOS una revolución dentro del mundo de las pantallas por sus características únicas y su gran número de aplicaciones posibles: teléfonos móviles, televisión y sistemas de señalización.

## Componentes de la estructura
El sistema de visualización TMOS está formado por un conjunto de subsistemas discretos, donde cada subsistema puede ser tratado de manera independiente. Esta composición permite el estudio y el desarrollo específico de cada parte por separado que una vez integradas aportaran mejoras al sistema global.
A continuación se presentan los componentes básicos:
- Sistema de iluminación: La arquitectura de generación del color está basada en el modelo convencional de los triestímulos, por lo que el sistema de iluminación lo conforman un conjunto de leds rojos, azules y verdes encajados a una barra luminosa..
- Guía de luz (LG): Es el medio básico de transmisión de la luz, consiste en un panel de vidrio óptico de alta calidad. El sistema de iluminación se adjunta a uno de los bordes y en los otros tres se colocan espejos para mantener la luz reflectada dentro de la guía.
- Mecanismo de control de la transmisión a nivel de pixel: Es una estructura simple de condensador variable que actúa como un obturador óptico para cada pixel. El condensador queda constituido por dos planos conductores paralelos separados una cierta distancia entre sí. Uno de los planos es un conductor transparente situado sobre la guía de luz y el otro es una fina capa de material conductor que encontramos dentro de la capa activa. Además, se incorpora una capa de unión entre la guía y la capa activa que incrusta una estructura de TFT que permite controlar la transmisión de cada pixel manteniendo los sensores de la capa activa separados de la guía.
- Capa activa “Opcuity”: Es la parte más característica de la tecnología TMOS. Está formada por una película de soporte, un conductor y una estructura de lentes microópticas que definen el funcionamiento de la salida de luz del sistema de visualización. Las lentes están encaradas a la guía de luz y son tan pequeñas que, cada píxel está constituido por centenares de ellas.
- Circuito de control de la transmisión a nivel de sistema: Durante el proceso de diseño del prototipo, toda la lógica de control del sistema ha sido programada en un procesador FPGA.

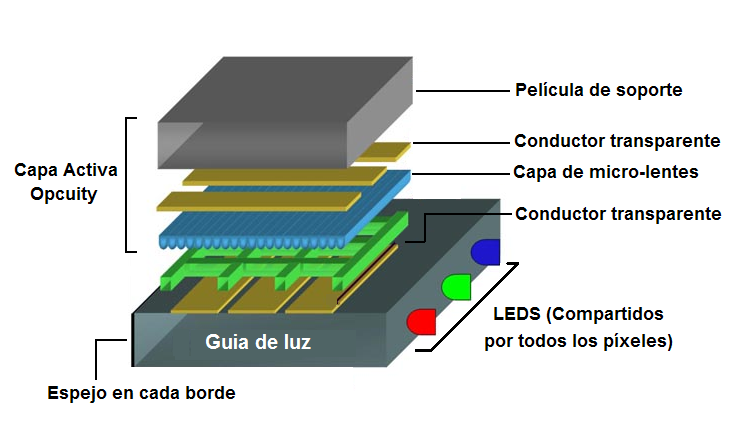
Figura 1. Esquema de las diferentes capas que forman la tecnología TMOS.

En resumen, TMOS está formado por un conjunto de capas situadas una encima de la otra en el siguiente orden: la guía de luz, una capa conductora transparente, la estructura de TFT que mantiene la distancia de separación y la capa activa Opcuity que incorpora una capa conductiva.

## Principio de funcionamiento
Cada subsistema tiene una función concreta, el principio de funcionamiento de un dispositivo basado en tecnología TMOS es el siguiente:
1. Los leds del sistema de iluminación emiten de forma periódica luz roja, azul y verde en ciclos de igual duración y a una frecuencia muy elevada. Por lo tanto, en cada instante de tiempo solo se emite luz de un color.

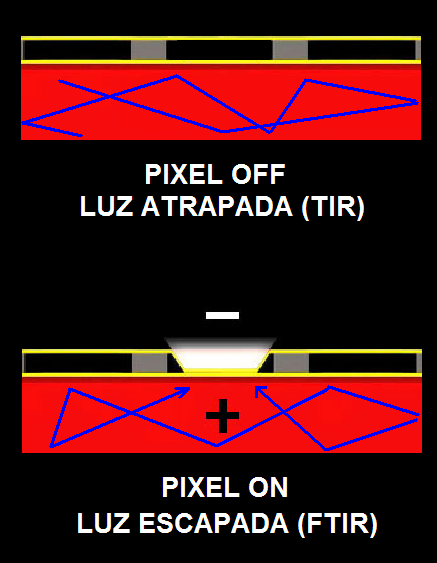
Figura 2. Proceso de acoplamiento de la luz.

1. La luz de color entra en la guía de luz donde, gracias a los ángulos concretos con que se introduce y a los espejos que cubren la superficie interna, se produce la reflexión interna total (TIR). De este modo se consigue una distribución uniforme de energía lumínica dentro la guía de luz.
2. La luz se queda atrapada dentro de la guía hasta que se crea un voltaje diferencial en un punto concreto entre las dos capas conductoras que forman el condensador. Este proceso por el que las dos capas separadas se atraen con fuerza se llama Atracción de Coulomb.
3. La capa activa Opcuity es la única parte que puede moverse y se desplaza hacia abajo hasta tocar la guía de luz. En ese instante y para ese píxel concreto, la luz se escapa debido al fenómeno de frustración de las reflexión interna total (FTIR).
4. Cuando la tensión diferencial desaparece, la capa activa vuelve a su posición inicial y la luz queda atrapada de nuevo dentro de la guía de luz.

Cuando las dos capas están en contacto se dice que el píxel determinado está “abierto o activo (ON)”, cuando las dos capas están separadas en reposo se dice que el píxel está “cerrado o inactivo (OFF)”. La cantidad de carga diferencial determina la cantidad de tiempo que el obturador se mantiene abierto y cerrado.
Para generar la visualización de imágenes, el proceso anterior es específico para cada píxel del sistema. La generación del color está basada en el sistema de campo secuencial de color (FSC).

## Generación del color

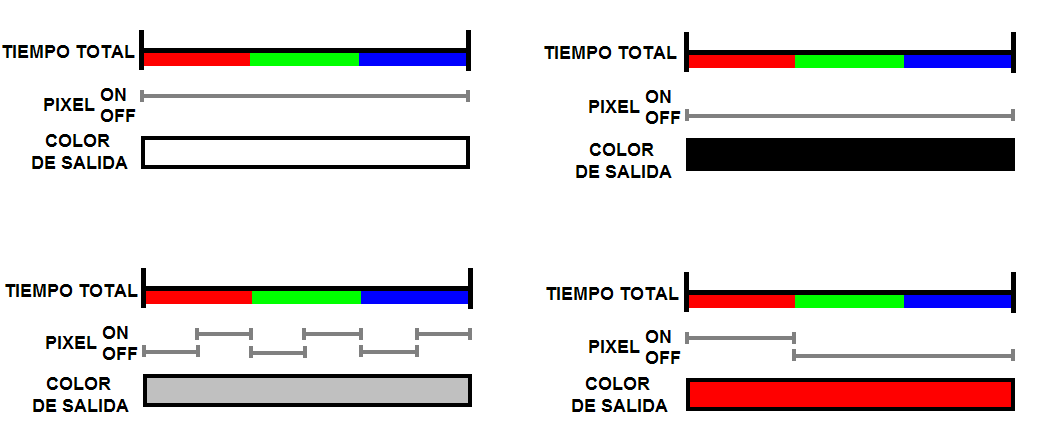
Figura 4. Relación entre el porcentaje de tiempo de píxel abierto y el color que se genera.

En los sistemas de visualización tradicionales cada píxel se compone de tres puntos (uno azul, uno verde y uno rojo) muy próximos entre sí. Para crear un color determinado, cada punto toma una intensidad concreta y el ojo humano percibe la mezcla aditiva de los tres. El sistema aprovecha la limitación en resolución espacial del sistema visual humano.
Por el contrario, la tecnología TMOS se basa en la adición temporal de color; es decir, explota la limitación en resolución temporal del sistema visual humano.
Las ráfagas de color rojo, azul y verde se disparan alternadas a tal velocidad que el ojo humano percibe la mezcla de los tres componentes como un único color. Según la duración de cada ráfaga, se crea un color u otro.

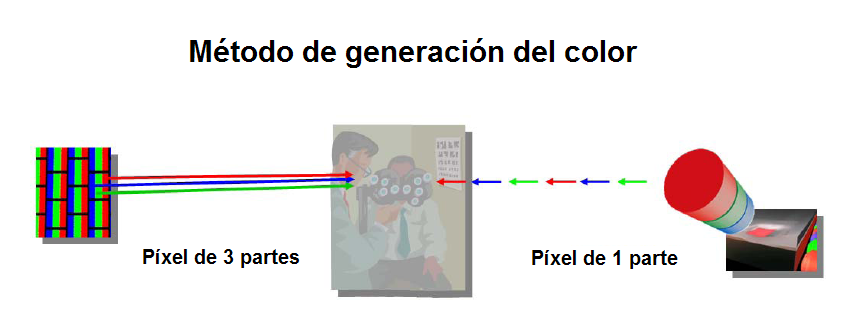
Figura 3. Comparación adición espacial y temporal de la generación de color.

En TMOS el tiempo de emisión de cada ráfaga es el mismo para los tres colores pero, la cantidad de tiempo que se mantiene abierto cada píxel puede ser solo una pequeña parte del total controlada mediante la cantidad de carga de cada TFT (tiempo que la capa activa de la zona de un píxel entra en contacto con la guía de luz). Por lo tanto, el color de cada píxel se genera combinando de manera precisa el tiempo que el píxel se mantiene abierto para cada ráfaga.
Variando este porcentaje de tiempo, se puede crear millones de colores. Por ejemplo: 
—Para obtener blanco el píxel se mantendrá abierto el 100% del tiempo para cada una de las ráfagas y para negro se mantendrá siempre cerrado.
—Para producir un gris, el píxel debería estar activo la mitad de tiempo de cada ráfaga (un gris se produce con cantidades iguales de los tres componentes de color).
—Para producir un rojo, el píxel debe de estar cerrado durante las ráfagas azules y verdes, mientras que la cantidad de tiempo que esté abierto durante la ráfaga roja determinará la intensidad del color rojo generado.

## Características generales
- Brillo: 1400 cd/m2 en una pantalla de 12,1’’ con 176° de ángulo de visión y a 13,2 W. Se puede conseguir hasta un valor de 3.430 cd/m2 a 30W.
- Visión nocturna: Como que el led rojo se controla de manera independiente, no es necesario añadir ningún filtro de infrarrojos para conseguir compatibilidad de visión nocturna.
- Resolución: Puede llegar a una resolución de ¼ mm debido a la estructura de píxel unicelular.
- Ángulo de visión: Se pueden conseguir ángulos tan estrechos como 25°x12° (12,5° a la izquierda, 5° a la derecha, 6° arriba i 6° abajo) sin óptica de dirección adicional.
- Niveles de gris: 24 bits o 36 bits para sistemas especiales inherentes. Para el modo monocromático de infrarrojos los niveles de gris son el triple que para el visible.
- Gamma oscurecimiento: 34 dB
- Capacidad de vídeo: 60 frames/segon
- Choque y vibración: TMOS es muy resistente a esfuerzos mecánicos durante el proceso de trabajo porque las fuerzas están distribuidas de manera global y no localmente. El hecho de que tenga poca masa y la capa activa esté laminada provoca la atenuación de resonancias y modos propios.
- Tiempo de vida: Es esperado que el primer componente que falle en una pantalla TMOS sea el sistema de iluminación de leds. Los leds tienen un tiempo de vida limitado a 100,000 horas de trabajo continuado, como que en TMOS se utilizan en 1/3 de ciclo de trabajo, el tiempo de vida real aumenta a 300,000 horas.

### Ventajas
La tecnología TMOS presenta numerosas ventajas frente otras tecnologías más populares como LCD, plasma y OLED. Las más destacadas son:
— Simplicidad: La estructura simple de TMOS es la característica de la que derivan la mayor parte de las ventajas que nos ofrece. Las cinco capas que conforman la tecnología LCD quedan reducidas a una. Esto implica un proceso de fabricación mucho más sencillo que comporta un notable aumento del rendimiento.
— Bajo consumo de energía: TMOS es diez veces más eficiente que LCD. En LCD menos del 5-10% de la energía de entrada se transmite como luz de salida, mientras que en TMOS se aprovecha el 61% de la energÍa. Este bajo consumo energético no condiciona la movilidad convirtiendo TMOS en ideal para aplicaciones móviles con pilas.
- Bajo coste : Debido a la necesidad de muy pocos pasos en el proceso de fabricación, el coste total será mucho más bajo. Los dispositivos que usen TMOS podrán llegar a ser un 60% más baratos que los demás.
- Buen contraste y brillo: Los sistemas de visualización presentan una imagen con un 10% más de niveles de brillo y una muy buena relación de contraste (4500:1) en comparación con LCD (2500:1) y otras (700:1);
- Alto tiempo de vida: La duración de las aplicaciones con TMOS mejora los existentes tiempos de vida de 10.000 horas para OLED, 30.000 para las pantallas de plasma, 40.000 de los tubos de rayos catódicos y las 100.000 horas de las LCD.
- Escalabilidad: La gran flexibilidad de la tecnolofgía es otra de las características más importantes. TMOS es la primera tecnología que puede soportar configuraciones de tamaños muy dispares, hasta 110”. Hasta el momento OLED alcanzaba las 20”, LCD 54” y plasma las 72”.
- Variedad de aplicaciones: Gracias a la gran posibilidad de escalabilidad, TMOS será adecuado para pantallas de móviles, de televisión, de ordenadores y de sistemas de señalización. Mientras que OLED solo está destinado a teléfonos móviles, el plasma a televisión y LCD a ordenador.

### Inconvenientes
El inconveniente principal es la necesidad de una velocidad muy elevada, si ésta no es suficiente corremos el riesgo de aparición de efecto de arco iris al parpadear.

## Visión de futuro
La tecnología TMOS todavía se encuentra en fase de desarrollo, se espera que hacia el 2010 se lancen al mercado los primeros prototipos de dispositivos móviles que incorporaran pantallas TMOS.
En un futuro se pretende mejorar la eficiencia y las características de este tipo de pantallas. Entre algunas de estas mejoras destacan la evolución del material de la guía de luz de vidrio a polímero flexible, pasando antes por el policarbonato, y la incorporación al sistema de iluminación un conjunto más amplio de leds. También se espera eliminar la estructura de TFTs del sistema y proporcionar el control píxel a píxel mediante un sistema de filas y columnas llamado Simple Matrix.
Además, se están desarrollando atributos que harán de TMOS una tecnología todavía más especia consiguiendo pantallas con las siguientes características:
- Flexibilidad, permitiendo radios de curvatura de hasta 20 veces la anchura del dispositivo. Esta flexibilidad abre las puertas a la creación de imágenes fotorealistas, “home tetares” que envuelvan al espectador como las pantallas de IMAX.
- Legibilidad a la luz del día, así pues, las pantallas podrán ser usadas con fines publicitarios para carteles y rótulos de carretera..
- Transparencia de la parte posterior. Por lo tanto, podrán actuar como ventanas y pantallas al mismo tiempo.